# Legendres sats (sfärisk geometri)

Den sfäriska triangeln med lika långa sidor som den plana triangeln.

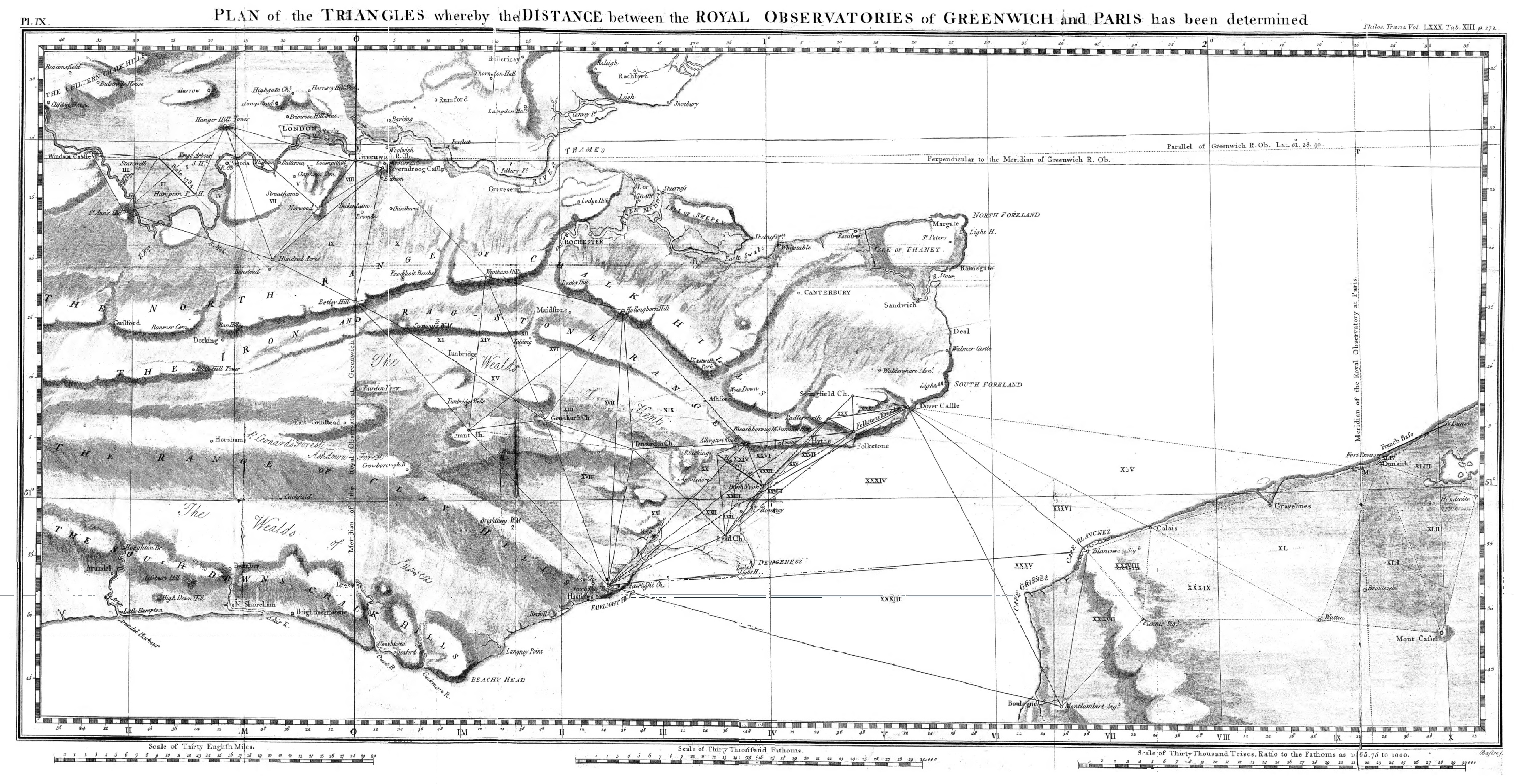
Den nordvästra halvan av trianguleringsnätet Greenwich - Paris: från Greenwich i England till Dunkerque i norra Frankrike.

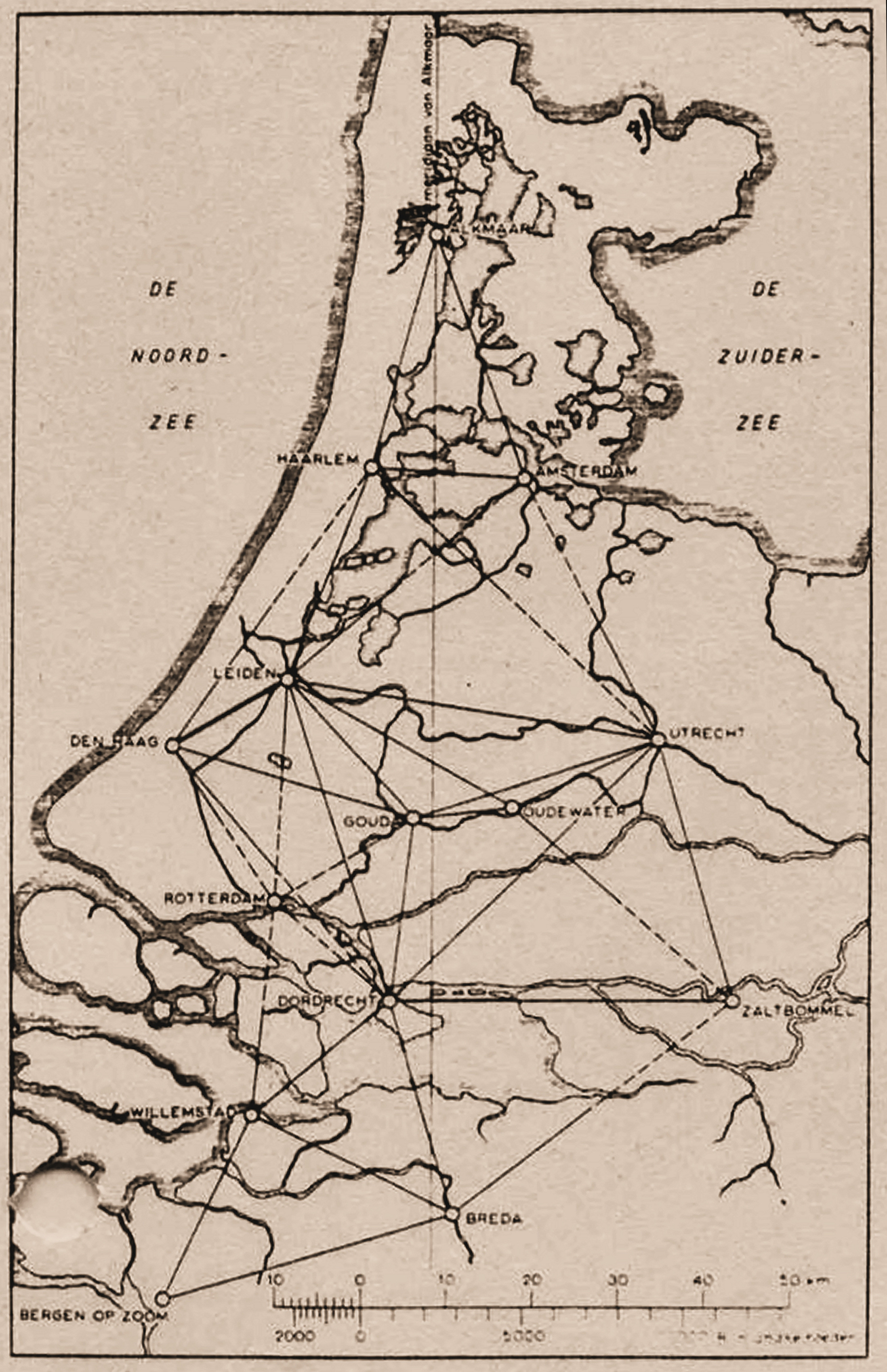
Karta över de 14 punkter (varav 13 var kyrktorn) i Nederländerna som Snellius använde 1615 i det första försöket att bestämma jordradien med hjälp av triangulering.

Legendres sats inom den sfäriska geometrin säger att:
Om en sfärisk triangels sidor är små i förhållande till sfärens radie, så gäller för dess hörnvinklar att vardera av dessa överskrider motsvarande vinkel i en plan triangel, med sidor liklånga med den sfäriska triangelns sidor (det vill säga storcirkelbågarnas längd), med en tredjedel av det sfäriska överskottet.
eller, mer formellt:
Om {\displaystyle \triangle ABC} är en sfärisk triangel med hörnvinklarna {\displaystyle \alpha }, {\displaystyle \beta } och {\displaystyle \gamma } och de till dessa motstående sidorna har längderna {\displaystyle a}, {\displaystyle b} respektive {\displaystyle c} och {\displaystyle \triangle A'B'C'} är en plan triangel med hörnvinklarna {\displaystyle \alpha '}, {\displaystyle \beta '} och {\displaystyle \gamma '} och de till dessa motstående sidorna har längderna {\displaystyle a}, {\displaystyle b} respektive {\displaystyle c}, så gäller om {\displaystyle a,b,c\ll r}:
{\displaystyle \alpha -\alpha '\approx {\frac {E}{3}}\qquad \beta -\beta '\approx {\frac {E}{3}}\qquad \gamma -\gamma '\approx {\frac {E}{3}}}
där {\displaystyle E\ (=\alpha +\beta +\gamma -\pi )} är det sfäriska överskottet.
Satsen, som har haft stor betydelse inom geodesin för att förenkla beräkningar med mätresultat erhållna vid triangulering, är uppkallad efter den franske matematikern Adrien-Marie Legendre, som medverkade vid beräkningarna av storcirkelbågen mellan Greenwichobservatoriet och Parisobservatoriet 1784-1790. Legendre publicerade sambandet i Mémoire sur les opérations trigonométriques, dont les résultats dépendant de la figure de la Terre 1787 och gav en härledning i Méthode pour déterminer la longueur exacte du quart du méridien d’après les observations faites pour la mesure de l’arc compris entre Dunkerque et Barcelone 1798. Förhållandet bygger på Girards sats från 1629 och skall ha varit i allmänt bruk före Legendre – så skall det exempelvis ha använts av Charles Marie de La Condamine vid uppmätningen av "Perumeridianen" 1740 – dock var det Legendre som gav förhållandet en matematisk grund, i stället för att bara intuitivt "dela överskottet lika mellan vinklarna". August Leopold Crelle och Friedrich Wilhelm Bessel förfinade sedan beräkningsmetoden ytterligare, men den senare slog fast att Legendres beräkningsmetod var tillräckligt noggrann (för beräkningar på jordytan) om triangelsidorna var kortare än 185 km (med dåtida precision). Karl Buzengeiger expanderade 1818 Legendres sats till:
På en enhetssfär  gäller om {\displaystyle a,b,c\ll r=1}:
{\displaystyle {\begin{aligned}\alpha &\approx \alpha '+{\frac {E}{3}}+{\frac {E}{180}}\left(-2a^{2}+b^{2}+c^{2}\right)\\\beta &\approx \beta '+{\frac {E}{3}}+{\frac {E}{180}}\left({a^{2}-2b^{2}+c^{2}}\right)\\\gamma &\approx \gamma '+{\frac {E}{3}}+{\frac {E}{180}}\left({a^{2}+b^{2}-2c^{2}}\right)\end{aligned}}}
Vilket i sin tur expanderades till:
{\displaystyle {\begin{aligned}\alpha \approx \alpha '&+{\frac {E}{3}}+{\frac {E}{180}}\left(-2a^{2}+b^{2}+c^{2}\right)-\\&-{\frac {E}{90720}}\left(-38a^{4}+19b^{4}+19c^{4}+a^{2}b^{2}+a^{2}c^{2}-2b^{2}c^{2}\right)\end{aligned}}}
{\displaystyle \beta \approx \ ...\quad }  (cyklisk permutation av ovanstående uttryck)
av Adam Maximilian Nell 1874 och Friedrich Robert Helmert 1880